# Charl Marais
Pour les articles homonymes, voir Marais (patronyme).
Pas d'image ? Cliquez ici

a Compétitions nationales et continentales officielles uniquement.

b Matchs officiels uniquement.
Dernière mise à jour le 11 novembre 2021.
 Charles « Charl » Francois Marais, né le 2 septembre 1970 à Bothaville (Afrique du Sud), est un joueur de rugby à XV qui a joué avec l'équipe d'Afrique du Sud. Il évoluait au poste de talonneur.

## Carrière

### En club et province
- Province : Western Province (1998-2001)
- Franchise : Stormers (1997-2001)
- Club : Sale Sharks (2001-2003)

### En équipe nationale
Il a disputé son premier test match le 12 juin 1999 contre l'équipe d'Italie. Son dernier test match fut contre l'équipe d'Argentine, le 12 novembre 2000.

## Palmarès
- 11 test matchs avec l'équipe d'Afrique du Sud entre 1999 et 2000